# 8405 Asbolo
8405 Asbolo este un asteroid Centaur, adică un asteroid înghețat care orbitează între Saturn și Uranus. A fost descoperit în cadrul proiectului Spacewatch și numit Asbolo, după numele unui centaur din mitologia greacă.